# Павловское (Суздальский район)
Павловское — село в Суздальском районе Владимирской области России, центр Павловского сельского поселения.

## География
Село расположено в 10 км к югу от Суздаля и в 17 км на север от Владимира.

## История

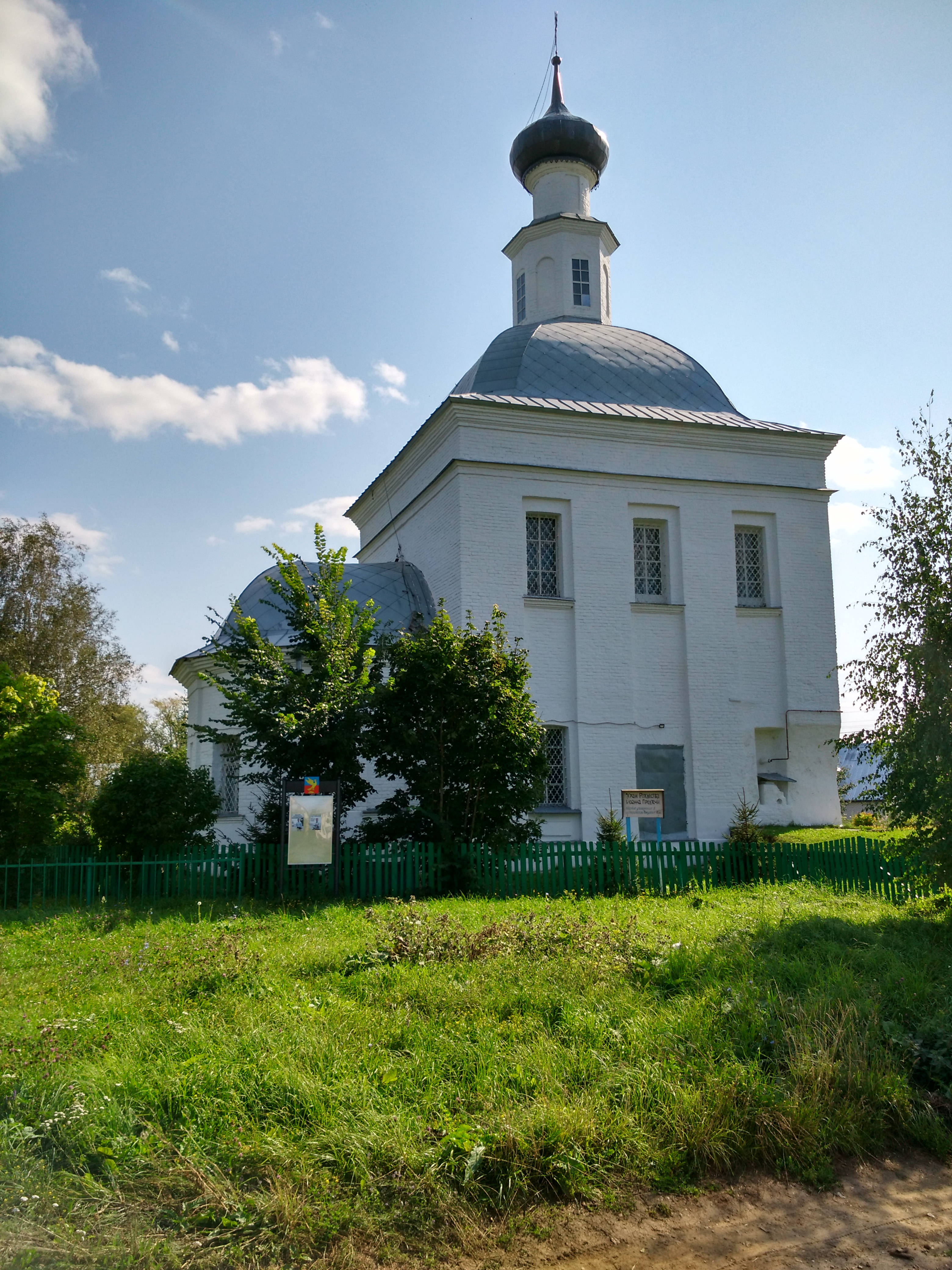
Церковь Иоанна Предтечи. 2018 год

В XIII веке село находилась во владении Александра Невского. В 1328 упоминается как принадлежащее великому московскому князю Ивану Калите, затем перешло к его сыну Ивану II, а от него к Дмитрию Донскому. В XIV веке принадлежало суздальским князьям, в XVII-XVIII вв. суздальскому Рождественскому собору. 
Село входило в состав Городищевской волости Суздальского уезда. 
С 1929 года село являлось центром Павловского сельсовета Суздальского района Владимирского округа Ивановской Промышленной области, с 1936 года — в составе Ивановской области, с 1944 года — в составе Владимирской области, с 2005 года — центр Павловского сельского поселения.

## Население
| 1859 | 1897 | 1905 | 1926 | 2002  | 2010  | 2021  |
| ---- | ---- | ---- | ---- | ----- | ----- | ----- |
| 572  | ↗595 | ↗641 | ↘556 | ↗1369 | ↗1412 | ↗1453 |

## Инфраструктура
В селе имеются Павловская средняя общеобразовательная школа, детский сад № 15, физкультурно-оздоровительный комплекс, отделение почтовой связи.

## Транспорт
Через село идёт пригородный автобус 159 "Владимир-Суздаль".
На окраине села находится аэродром Павловское.

## Археология
На северной окраине села Павловское близ слияния реки Уловки с небольшим притоком находятся курганный могильник XI—XII веков и три селища, датирующиеся воторой половиной XI века — первой половиной XV века. Среди находок выделяется семилопастное височное кольцо.